# ZIG-ZAG
ジグザグ (ZIG-ZAG) は、フランスの煙草の巻紙ブランドである。製造元はリパブリック・テクノロジー・フランス社。

## 歴史
機械発明家のシャンボンは、ペーパーを一枚ずつ互い違いに折りたたみ、ブックレットに収めることで、ペーパーを引き出すたびに、次々とペーパーを取り出せる仕組みを開発。実業家のブラウンシュタイン兄弟がこの仕組みを気に入って生産を始め、1894年に特許を取得した。また、ペーパーを互い違い（ジグザグに）に折りたたむ様から、商品名を「ZIG-ZAG ブックレット」と名付けた。1900年のパリ万博に出品し金賞を受賞した。

## キャラクター
パッケージのキャラクターとなっているパイプを咥えたズアーヴ兵は、19世紀半ばにクリミア戦争で活躍したフランスの兵士である。ズアーヴ兵が喫煙していた際に、敵の弾丸がパイプを直撃したエピソードを元にデザインされている。

## OCB
OCBは、1918年にリパブリック・テクノロジー・フランス社が設立したZIG-ZAGの兄弟ブランドである。OCBのBは、製品を開発したボローレ博士の頭文字から取られている。広告では低価格と「Black Thinking」をキャッチコピーに、ダークで反抗的なイメージを押し出し若者への訴求を計っている。

## カルチャー
アメリカの詩人チャールズ・ブコウスキーの詩「靴ひも」で、ジグザグを取り上げています。また、ジャニス・ジョプリンと彼女のバンド「The Big Brother and the Holding Company」は、1960年代、コンサートのポスターにジグザグのアートワークを使用しました。1992年、ラッパーのドクター・ドレーがデビューアルバム「The Chronic」でジグザグのアートワークを取り入れました。